# Leude

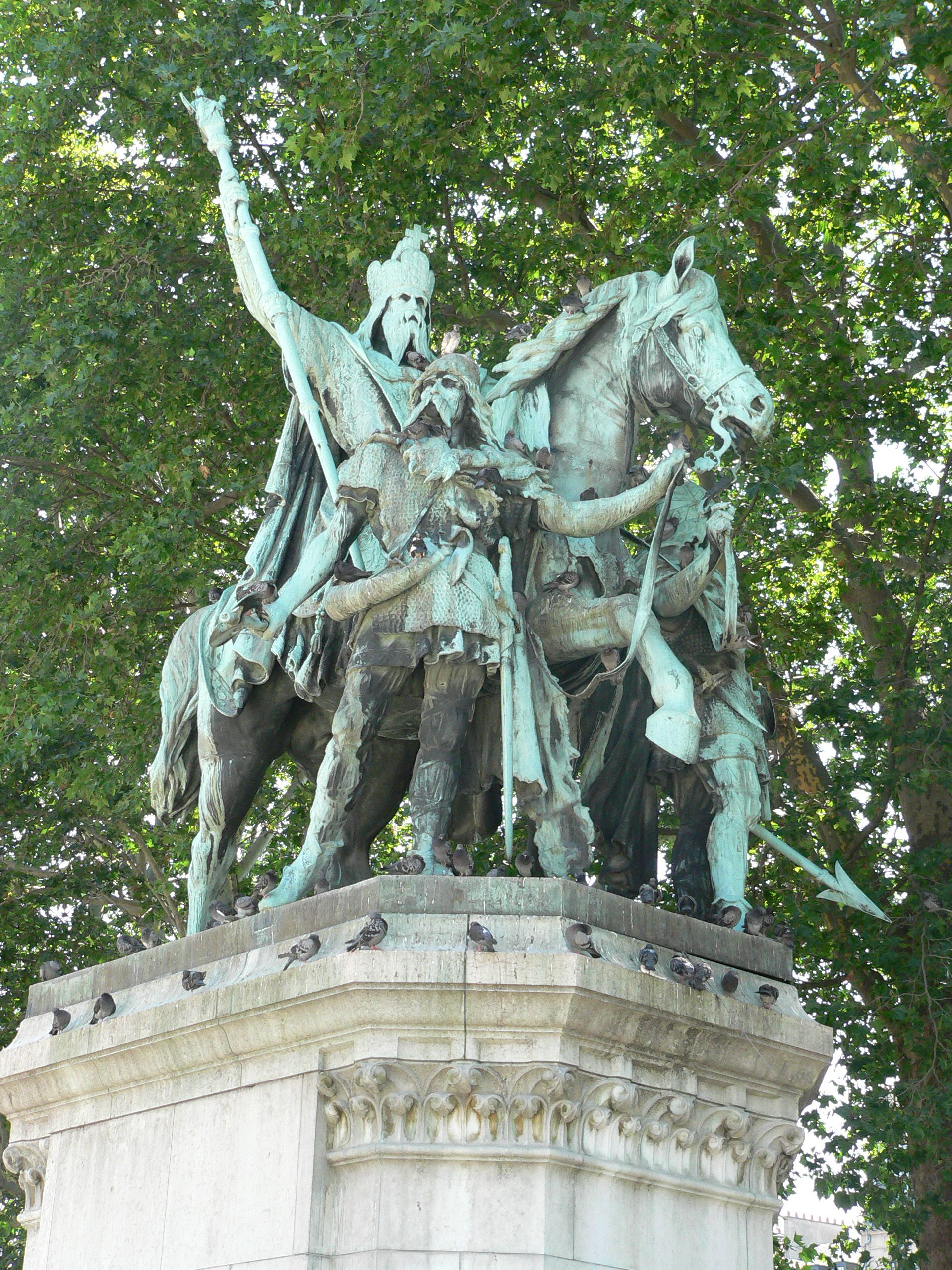
Charlemagne et ses Leudes sur le parvis de Notre-Dame de Paris.

Les leudes étaient des membres de la haute aristocratie durant le haut Moyen Âge. Ils étaient liés au roi par un serment — le leudesanium — et des dons.

## Étymologie
Le terme est attesté depuis le XVIe siècle en français.
Première mention chez É. Pasquier, dans Recherche de la France sous la forme leud en 1569, ensuite chez Cotgrave sous la forme leude en 1611.
Il s'agit d'un emprunt au bas latin leudes (pluriel) issu lui-même du francique *leudi, même racine indo-européenne que le terme lituanien Liaudis « peuple » et allemand Leute « gens » (en vieux haut allemand liuti). Le vieil anglais avait le même mot lēode remplacé par le mot d'origine française people. Tous dérivent d'un terme germanique signifiant « peuple » (ancien haut allemand liut, vieux saxon liud, vieil anglais lēod, vieil islandais ljōðr, en russe moderne Люди).

## Le serment
Le roi mérovingien demeure le chef d'une "suite" de guerriers, et ce lien personnel d'allégeance au roi est extériorisé par un serment de fidélité dont on ignore la formule exacte, mais qui semble avoir astreint tout fidèle à ne pas nuire au roi et à lui obéir, notamment jusqu'à le suivre dans le combat. L'auteur d'un célèbre formulaire d'actes de cette époque (VIIe siècle), nommé Marculfe, a consigné une formule (I,40) identifiant ce serment en  langue germanique (il s'agit du Leode et samio, ou Leudesamium, expression qui sera retenue, contenant le mot leude, désignant un homme libre). Dans ce texte du Formulaire de Marculf, le roi informe ses comtes, ses administrateurs locaux qu'il a délégué un missus (un envoyé), pour recevoir le serment de fidélité prêté par tous les habitants (les hommes libres) de sa circonscription, " tant Francs que Romains [au sens gallo-romain] ou relevant d'une autre nation", et il leur ordonne de les faire rassembler à cet effet dans les cités et les bourgs.
Dans son Histoire des Francs, Grégoire de Tours évoque fréquemment le sacramentum fidelitatis (le serment de fidélité) exigé par les rois du peuple francs dès leur élévation au trône. C'est donc, semble-t-il, à l'échelle de tout le royaume, à l'ensemble de tous leurs sujets libres, indifféremment de leur appartenance ethnique, que les rois mérovingiens se sont efforcés d'étendre l'obligation du serment.
Ce serment concrétise le lien paternaliste que le Roi (et plus tard l'empereur) porte envers ses sujets ; mais aussi la confiance que les sujets portent à leur roi. Il peut être qualifié d'intuitu personae.
Ainsi, le chef protège ses guerriers et ces derniers le suivent lors de ses campagnes apportant fournitures et hommes sur le champ de bataille. Cette protection est la mainbour.
L'homme libre ayant prononcé le leudesamium est appelé leude (fidèle guerrier).